# Хефтгель
Хефтге́ль (перс. هفتگل‎) — город на юго-западе Ирана, в остане Хузестан. Входит в состав шахрестана Рамхормоз. На 2006 год население составляло 14 735 человек; в национальном составе преобладают луры и персы.

## География
Город находится на востоке Хузестана, в предгорьях западного Загроса, на высоте 312 метров над уровнем моря. Хефтгель  расположен на расстоянии приблизительно 75 километров к востоку от Ахваза, административного центра провинции и на расстоянии 500 километров к юго-западу от Тегерана, столицы страны.